# Daniel Gildenlöw
Daniel Gildenlöw (* 5. června 1973 Eskilstuna) je švédský hudebník a skladatel. Nejvíce je známý jako multiinstrumentalista, zpěvák, kytarista a hlavní postava progresivní metalové kapely Pain of Salvation. Také byl oficiálním členem kapely The Flower Kings.

## Biografie
Daniel se narodil 5. června 1973 ve švédském městě Eskiltuna. Již ve svých 11 letech založil kapelu Reality, kterou v roce 1991 přejmenoval na Pain of Salvation. V kapele do roku 2006 působil i jeho bratr Kristoffer Gildenlöw. Daniel je známý svým obrovským hlasovým rozsahem. Sám o sobě říká, že má rozsah téměř 5 oktáv. Jako zpěvák hostoval na albech spousty známých interpretů jako jsou Dream Theater, Transatlantic, Ayreon, atd. Je ženatý s Johannou Gildenlöw (Iggsten), se kterou má tři syny - Sandrian Silver Isidor Khan (2006), Jonathan Lennon Tintiro Nimh (2009) a Morris (2011).

## Vybavení
Daniel v poslední době používal aparáty polské firmy Laboga (Alligator 5200 + AD 5202TA) a na posledních turné k albům In the Passing Light of Day a Panther používá Line 6 Helix Floor. Už dříve využíval simulace od firmy Line 6 (při turné k Road Salt One používal zesilovač Laboga pro písně z Road Salt One a simulace z Line 6 POD XT Live pro starší věci), dále pak Marshall, Rocktron, atd.
Kytary používá také od polské firmy Mayones, u které je od roku 2006 firemním hráčem. Mayones mu postavili vlastní modely Elements na základě modelu Regius. Jedná se o čtyři speciální modely pojmenované Water (voda), Fire (oheň), Earth (země) a Air (vzduch), všechny v 6 a 7strunné verzi a s piezo snímačem. Z těchto kytar vznikl i prototyp 7strunné bezpražcové kytary v bílé barvě nazvané Perfect Proto, na kterou Daniel nahrával alba Road Salt One a Two a často jí používá na koncertech. Z prototypu pak vznikla 6strunná (pražcová i bezpražcová) baritonová kytara s piezo a midi snímačem pojmenovaná Perfect. V současné době Daniel nejčastěji používá nové prototypové modely Mayones vycházející z modelu Setius nazvané Road Salt Proto. Kytara by měla kombinovat vlastnosti Fenderu Telecaster a Gibsonu Les Paul. Opět se jedná o 6 a 7strunnou verzi. Finální podoba se chystala ve třech variantách - slonovina, eben a jantar. Daniel má na těchto kytarách upravené pražce od firmy True Temperament. Tato úprava se měla objevit i na oficiální verzi. K tomu zatím ale nedošlo.
Kromě kytar Mayones používá i kytary od firmy Parker, u které byl dlouholetý firemní hráč. Používá modely Fly Classic, Fly Stealth a Fly DeLuxe. Dále používá kytary Fender Telecaster, Ibanez, Gibson, atd.
Šestistrunné kytary má většinou v ladění Drop D. Na albu BE ladil i do Drop C. Sedmistrunné kytary má laděné v Drop A.
Kromě elektrických kytar hraje i na akustické kytary, baskytaru, bicí, mandolínu, buzuki, balalajku, klávesy, piano, banjo, atd.

## Diskografie

### Pain of Salvation
- Hereafter (1996) (demo)
- Entropia (1997)
- One Hour by the Concrete Lake (1998)
- Ashes (2000) (singl)
- The Perfect Element, part I (2000)
- Remedy Lane (2002)
- 12:5 (2004)
- "BE" (2004)
- "BE" Original Stage Production (2005) (live DVD)
- "BE" Original Stage Production (2005) (live CD)
- Scarsick (2007)
- On the Two Deaths of Pain of Salvation (2009) (live CD)
- Ending Themes (2009) (live DVD)
- Linoleum EP (2009)
- Road Salt One (2010)
- Road Salt Two (2011)
- Falling Home (2014)
- Remendy Lane Re:visited (Re:mixed & Re:lived) (2016)
- In the Passing Light of Day (2017)
- Panther (2020)

### Soviac
- GMC Out In The Fields (2002) (kytara v Don Chinos)

### The Flower Kings
- Unfold the Future (2002) (zpěv a vokály)
- Meet the Flower Kings (2003) (live) (kytary, klávesy, zpěv, perkuse)
- Adam & Eve (2004) (kytary, klávesy, zpěv, perkuse)
- The Road Back Home (2007) (kompilace) (zpěv)

### Crypt of Kerberos
- The Macrodex of War (2005) (kompilace)

### Daniele Liverani
- Genius : A Rock Opera-Episode 1-A Human Into A Dream World (zpěv) jako Twinspirit n.32
- Genius : A Rock Opera-Episode 2-In Search Of The Little Prince (2004) (zpěv) jako Twinspirit n.32
- Genius : A Rock Opera-Episode 3-The final surprise (2007) (zpěv) jako Twinspirit n.32

### Axamenta
- Ever-Arch-I-Tech-Ture (2006) (zpěv, zpěvové melodie a aranže v 8. skladbě, Threnody For An Endling)

### Spastic Ink
- Ink Compatible (2004) (zpěv ve skladbě Melissa's Friend)

### Transatlantic
- Live in Europe (2003) (elektrická kytara, klávesy, perkuse, zpěv)
- Whirld Tour 2010: Live in London (2010) (klávesy, elektrická kytara, akustická kytara, perkuse, samply, zpěv)
- Kaleidoscope (2014) (host - zpěv ve skladbě "Into the Blue")

### Dream Theater
- Systematic Chaos (2007) (hlas ve skladbě Repentance)

### Various artists
- ProgAID - All around the World (2005) (zpěv)

### Hammer of the Gods
- Two Nights in North America (2006) (zpěv)

### Ayreon
- 01011001 (2007) (zpěv)

### Ephrat
- "No Ones Words" (2008) (zpěv ve skladbě The Sum of Damage Done)

### For All We Know
- For All We Know (Album) (2011) (zpěv ve skladbě Keep Breathing)

### Tristema
- Dove Tutto È Possibile (2012) (zpěv ve skladbě L'Assenza (Roses And Thorns)